# Osyris quadripartita
Osyris quadripartita — вид широко відомий, як дика чайна рослина з родини санталових, вічнозелений кущ чи маленьке дерево. У Європі поширена в південній половині Піренейського півострова й Балеарських островах. Також росте в Алжирі, Ефіопії та інших країнах Африки та Азії.